# Pierre-Marie Auzas
Pierre-Marie Auzas, né le 8 décembre 1914 à Aubenas et mort le 16 novembre 1992 à Paris 17e, est un inspecteur général honoraire des monuments historiques.